# Miljökvalitetsnormer för vatten
Syftet med miljökvalitetsnormer för vatten är att säkra Sveriges vattenkvalitet. Genom normen ställs krav på ekologisk och kemisk kvalitet i sjöar, vattendrag och kustvatten (ytvatten), samt krav på kemisk kvalitet och vattentillgång för grundvatten. Huvudregeln är att alla vatten ska uppnå god kvalitet. Undantag från kravet, eller tidsfrist för att nå målet, kan ges när det finns särskilda skäl.
Bestämmelser om miljökvalitetsnormer för vatten finns i förordningen om förvaltning av kvaliteten på vattenmiljön, samt i föreskrifter från Havs- och Vattenmyndigheten (HaV) och Sveriges geologiska undersökning (SGU). Mer finns att läsa i vattenmyndigheternas förvaltningsplan, del 2.

## Vem bestämmer miljökvalitetsnormer för vatten?
Vattenmyndigheterna tar fram förslag till förvaltningsplan där miljökvalitetsnormer och åtgärdsprogram ingår. Åtgärdsprogrammen ger myndigheter och kommuner stöd för att ställa krav så att miljökvalitetsnormerna kan uppnås. Förvaltningsplanerna fastställs av vattendelegationen i varje distrikt och förnyas vart sjätte år. 
Miljökvalitetsnormerna är ett rättsligt styrande instrument för myndigheter och kommuner och kan användas för att nå flera typer av mål för miljön. Det är först när miljökvalitetsnormerna har omvandlats till krav eller regler från myndighet som de blir bindande för verksamhetsutövare.

## Statusklassning och undantag från normen

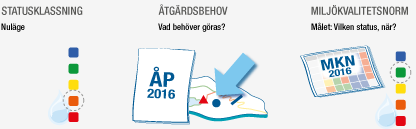
Illustration över förhållandet statusklassning och miljökvalitetsnorm

Övervakning av vattenkvalitet utförs i så kallade vattenförekomster. En vattenförekomst är till exempel en sjö, en älvsträcka, ett kustvattenområde eller en grundvattentillgång. Statusklassning visar hur varje vattenförekomst mår i dag (dess aktuella status). Statusklassningen är utgångspunkten för vilken miljökvalitetsnorm en vattenförekomst får. Huvudregeln är att uppnå minst god status. Om statusklassningen visar måttlig, otillfredsställande eller dålig ekologisk status kan undantag ges i form av tidsfrist till 2021 eller 2027, alternativt ett mindre strängt krav. Om statusen är sämre än miljökvalitetsnormen (målet) är det skillnaden mellan status och norm som avgör vilka åtgärder som måste utföras för att miljökvalitetsnormen ska uppnås.
I de fall målet god status inte nås kan undantag tillämpas. Det finns tre olika typer av undantag:
- Tidsfrist för när normen senast ska uppnås (4 kap, 9 §)
- Mindre strängt krav än god status (4 kap, 10 §)
- Undantag för nya samhällsviktiga verksamheter som under vissa förutsättningar får leda till att vattnets status försämras och att miljökvalitetsnormen inte uppnås (4 kap, 11§) (har inte tillämpats i Sverige ännu, se 2 kap Förvaltningsplaner)

Skäl för att ge förlängd tidsfrist kan vara att det är tekniskt omöjligt nå målet inom den utsatta tiden, att åtgärderna innebär orimliga kostnader eller att det är omöjligt på grund av naturliga förhållanden (exempelvis ekosystem som behöver återhämta sig). 
Mindre strängt krav är något som hittills tillämpats restriktivt eftersom huvudregeln för vattenförvaltningen är att minst god status ska uppnås i alla vatten. Det krävs ett detaljerat underlag för att fastställa mindre strängt krav. Det ska vara väl dokumenterat vad som påverkar vattnets kvalitet och hur ansvaret för mildrande åtgärder bör fördelas. 
Undantag i sig innebär inte att åtgärder för att sträva mot att normen uppnås får utebli och ska heller inte medföra att vattenförekomsten nedprioriteras i en åtgärdsprioritering.
Det så kallade försämringsförbudet innebär att ingen försämring får ske från den senaste statusklassningen. Vid prövning av nya verksamheter eller förändringar innebär det att verksamhetsutövaren har en skyldighet att bevisa att statusen i den/de berörda vattenförekomsterna inte försämras.

## Kraftigt modifierat vatten och konstgjort vatten
En vattenförekomst som är påtagligt formad av samhällets ingrepp kan under vissa förutsättningar förklaras som kraftigt modifierat vatten eller som konstgjord vattenförekomst. Då tillämpas inte samma norm som för naturliga vatten. I stället för att uppnå god ekologisk status (som är målet för naturliga vatten) ska de uppnå god ekologisk potential. Det är en parallell miljökvalitetsnorm som är anpassad efter den påverkan som gjort vattenförekomsten så kraftigt modifierad att den aldrig kan uppnå samma kvalitet som en naturlig vattenförekomst. God ekologisk potential motsvarar den ekologiska status som kan uppnås när alla rimliga åtgärder är genomförda utan att avveckla den verksamhet som orsakar påverkan på vattenförekomsten (till exempel vattenkraft). 